# Championnat de Maurice de football 2006-2007
Navigation
Saison précédente Saison suivante
La saison 2006-2007 de Barclays League est la soixante-quatrième édition de la première division mauricienne. Les douze meilleures équipes du pays s'affrontent en matchs aller et retour au sein d'une poule unique. 
C'est le club de Curepipe Starlight SC qui a été sacré champion de Maurice pour la première fois de son histoire. Le club de Curepipe termine en tête du classement final du championnat, avec douze points d'avance sur Pamplemousses SC et treize sur Savanne SC.

Curepipe Starlight SC se qualifie pour la Ligue des champions de la CAF 2008.

## Les équipes participantes
| - Curepipe Starlight SC - Pamplemousses SC - AS Port-Louis 2000 - Savanne SC - Pointe-aux-Sables Mates - AS de Vacoas-Phoenix | - US Beau-Bassin/Rose Hill - Olympique de Moka - AS Rivière du Rempart - Promu de D2 - Petite Rivière Noire SC - Faucon Flacq SC - Grand Port United Mahébourg FC |

## Classement
Le classement est établi sur le barème de points classique (victoire à 3 points, match nul à 1, défaite à 0).
| Rang | Équipe                      | Pts | J  | G  | N | P  | Bp | Bc | Diff |
| ---- | --------------------------- | --- | -- | -- | - | -- | -- | -- | ---- |
| 1    | Curepipe Starlight SC       | 54  | 22 | 17 | 3 | 2  | 48 | 16 | +32  |
| 2    | Pamplemousses SC (T)        | 42  | 22 | 13 | 3 | 6  | 42 | 23 | +19  |
| 3    | Savanne SC                  | 41  | 22 | 12 | 5 | 5  | 43 | 25 | +18  |
| 4    | AS Port-Louis 2000          | 38  | 22 | 10 | 8 | 4  | 38 | 16 | +22  |
| 5    | Pointe-aux-Sables Mates     | 34  | 22 | 10 | 4 | 8  | 29 | 23 | +6   |
| 6    | AS de Vacoas-Phoenix        | 31  | 22 | 9  | 4 | 9  | 24 | 20 | +4   |
| 7    | US Beau-Bassin/Rose Hill    | 30  | 22 | 8  | 6 | 8  | 26 | 28 | -2   |
| 8    | Olympique de Moka           | 29  | 22 | 8  | 5 | 9  | 41 | 30 | +11  |
| 9    | AS Rivière du Rempart (P)   | 24  | 22 | 6  | 6 | 10 | 22 | 47 | -25  |
| 10   | Petite Rivière Noire SC (C) | 22  | 22 | 6  | 4 | 12 | 27 | 44 | -17  |
| 11   | Faucon Flacq SC             | 18  | 22 | 5  | 3 | 14 | 15 | 36 | -21  |
| 12   | Grand Port United Mahébourg | 5   | 22 | 0  | 5 | 17 | 13 | 60 | -47  |

| Légende : Qualifications et relégations | Légende : Qualifications et relégations                                                       |
| --------------------------------------- | --------------------------------------------------------------------------------------------- |
|                                         | Qualification pour la Ligue des champions de la CAF 2008                                      |
|                                         | Qualification pour la Coupe de la confédération 2008                                          |
|                                         | Club exclu                                                                                    |
|                                         | (T) : Tenant du titre (P) : Promu de deuxième division (C) : Vainqueur de la Coupe de Maurice |

## Bilan de la saison
| Championnat de Maurice de football 2006-2007 |                                   |
| Champion                                     | Curepipe Starlight SC (1er titre) |
| Coupes et trophées                           |                                   |
| Vainqueur de la Coupe de Maurice 2006-2007   | Petite Rivière Noire SC           |
| Qualifications continentales                 |                                   |
| Ligue des champions de la CAF 2008           | Curepipe Starlight SC             |
| Coupe de la confédération 2008               | AS Vacoas-Phoenix                 |
| Promotions et relégations                    |                                   |
| Promus en Barclays League                    | Étoile de l'Ouest (Bambous)       |
| Promus en Barclays League                    | Bolton (Roche-Bois)               |
| Relégués en First League                     | Faucon Flacq SC                   |
| Relégués en First League                     | Grand Port United Mahébourg FC    |